# Meligethes solidus
Meligethes solidus är en skalbaggsart som först beskrevs av Johann Gottlieb Kugelann 1794.  Meligethes solidus ingår i släktet Meligethes, och familjen glansbaggar. Enligt den svenska rödlistan är arten nära hotad i Sverige. Arten förekommer i Götaland, Gotland och Öland. Artens livsmiljö är jordbrukslandskap.